# Erwin Steinhauer

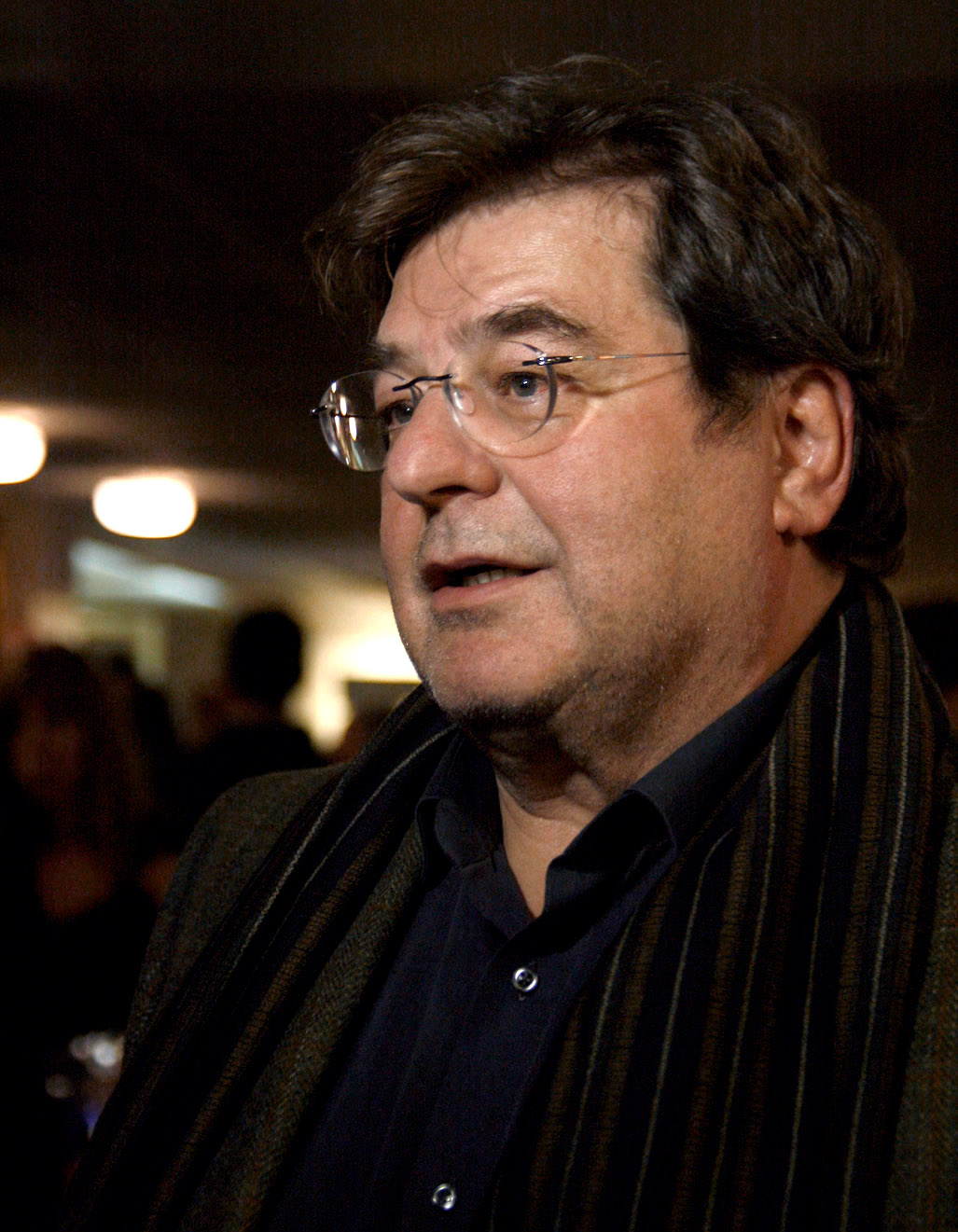
Erwin Steinhauer (2010)

Erwin Steinhauer (* 19. September 1951 in Wien) ist ein österreichischer Schauspieler und Kabarettist.

## Leben
Erwin Steinhauer wurde in Wien geboren und wuchs in Lichtental, einem Teil des 9. Wiener Gemeindebezirks, auf. Seine Eltern stammten beide aus dem niederösterreichischen Weinviertel. Seine Mutter war kaufmännische Angestellte, der Vater bei der Wiener Berufsfeuerwehr. 
Steinhauer studierte anfänglich Germanistik und Geschichte, entschied sich aber 1974, sich mit seinen Freunden Alfred Rubatschek, Erich Demmer und Wolfgang Teuschl (1975 kam noch Lukas Resetarits dazu) fortan ihrer Leidenschaft, dem Kabarett, zu widmen. Sie gründeten das Kabarett Keif. 1977/78 spielte Steinhauer am Wiener Kabarett Simpl, 1979 am Düsseldorfer Kom(m)ödchen, 1980 am Theater der Courage in Wien.
Es folgten Soloprogramme, darunter Entlassen (1982), Kopf hoch (1983) (prämiert mit dem Salzburger Stier), Café Plem-Plem (1984), Ganz im Ernst (1986), Alles Walzer (1988), Auf der Schaufel (1989), Zugabe (1991).
Gemeinsam mit Heinz Marecek hatte er mit den Doppelconférencen von Karl Farkas und Fritz Grünbaum großen Erfolg.
Steinhauer spielte in zahlreichen Film- und Fernsehproduktionen, von 2000 bis 2018 verkörperte er den Gendarmen Simon Polt in Julian Pölslers Verfilmungen der Polt-Krimireihe von Alfred Komarek.
Erwin Steinhauer ist Vater von drei Kindern. Das jüngste stammt aus der Beziehung mit der ORF-TV-Direktorin Kathrin Zechner. Sein Sohn Matthias Franz Stein (* 1980) ist ebenfalls Schauspieler.

## Auszeichnungen
- 1983 – Salzburger Stier
- 1986 – Österreichischer Kleinkunstpreis Hauptpreis gemeinsam mit Arthur Lauber
- 2000 – Ybbser Spaßvogel
- 2002 – Sonderpreis für herausragende darstellerische Leistung beim Fernsehfilm-Festival Baden-Baden in Blumen für Polt
- 2002 – Goldene Romy Beliebtester Schauspieler
- 2004 – Österreichischer Kleinkunstpreis Hauptpreis gemeinsam mit Rupert Henning
- 2004 – Karl-Skraup-Preis für schauspielerische Leistung
- 2005 – Johann-Nestroy-Ring der Stadt Bad Ischl
- 2006 – Sonderpreis für herausragende darstellerische Leistung beim Fernsehfilm-Festival Baden-Baden in Brüder III – Auf dem Jakobsweg
- 2008 – ORF-Hörspielpreis als Schauspieler des Jahres 2007[3]
- 2010 – Goldenes Ehrenzeichen für Verdienste um das Land Wien[4]
- 2016 – Diagonale-Schauspielpreis für Thank You for Bombing
- 2017 – Großes Goldenes Ehrenzeichen für Verdienste um das Bundesland Niederösterreich[5]
- 2017 – Ernennung zum Kammerschauspieler

## Theater
- Burgtheater 1982–1988
- Der Herr Karl von Helmut Qualtinger und Carl Merz, Burgtheater Wien, 1986, Herr Karl
- Ein Jedermann, Theater in der Josefstadt, 1991, Regie
- Jedermann, Salzburger Festspiele, 1995, Mammon
- In der Löwengrube von Felix Mitterer, Volkstheater Wien, 1997, Hauptrolle
- Der Bauer als Millionär von Ferdinand Raimund, Regie: Stephan Bruckmeier, Volkstheater Wien, 2003/04, Fortunatus Wurzel
- Change von Wolfgang Bauer, Regie: Georg Schmiedleitner, Volkstheater Wien, 2005, Blasi
- Alte Meister von Thomas Bernhard, Regie: Hermann Beil, Festspiele Reichenau, 2005, Atzbacher
- Tartuffe von Molière, Regie: Hermann Beil, Landestheater St. Pölten, 2006, Tartuffe
- Das Fest von Thomas Vinterberg und Mogens Rukov, Regie: Philip Tiedemann, Theater in der Josefstadt, 2007, Helge
- Der Bockerer von Ulrich Becher und Peter Preses, Regie: Emmy Werner, Landestheater St. Pölten, 2007 + 2009, Karl Bockerer
- Der blaue Engel nach dem Roman Professor Unrat von Heinrich Mann und dem Film Der blaue Engel von Josef von Sternberg unter Verwendung des Drehbuches von Carl Zuckmayer, Robert Liebmann und Karl Gustav Vollmoeller, Regie: Herbert Föttinger, Theater in der Josefstadt, 2009, Prof. Immanuel Rath, genannt Unrat[6]
- Die Schüsse von Sarajevo von Milan Dor und Stephan Lack nach einem Roman von Milo Dor, Regie: Herbert Föttinger, Theater in der Josefstadt, 2014, Leo Pfeffer[7]
- Vater von Florian Zeller, Regie: Alexandra Liedtke, Kammerspiele der Josefstadt, 2016, André[8]

## Filmografie (Auswahl)
- 1977: Holocaust – Die Geschichte der Familie Weiss (Holocaust) (Fernsehfilm)
- 1977: Die Alpensaga, Episode: Der Kaiser am Lande (Fernsehserie)
- 1981: Kopfstand
- 1982: Herrenjahre
- 1982: Der Narr von Wien (Fernsehfilm)
- 1985: Der Sonne entgegen (Fernsehserie)
- 1994: Der Salzbaron (Fernsehserie)
- 1995: Zum Glück gibt’s meine Frau / Ein Mann in der Krise
- 1995: Lovers, Regie: Xaver Schwarzenberger
- 1996: Schlosshotel Orth (Fernsehfilm)
- 1997: Single Bells (Fernsehfilm)
- 1997: Das ewige Lied (Fernsehfilm)
- 1997: Unser Lehrer Doktor Specht, Episode: Dorfschule (Fernsehserie)
- 1998: Stella di mare – Hilfe, wir erben ein Schiff! (Fernsehfilm)
- 1998: Fever (Fernsehfilm)
- 1998: Kommissar Rex, Episode: Die Verschwörung (Fernsehserie)
- 1999: Wanted
- 2000: O Palmenbaum (Fernsehfilm)
- 2000: Dolce Vita & Co, Episode: Wasser predigen und Cognac trinken (Fernsehserie)
- 2000: Polt muss weinen (Fernsehfilm)
- 2000–2004: Trautmann
- 2000: Das Tattoo – Tödliche Zeichen
- 2001: Blumen für Polt (Fernsehfilm)
- 2001: Brüder (Fernsehfilm)
- 2002: SOKO Kitzbühel, Episode: Sonnwendfeier (Fernsehserie)
- 2003: Himmel, Polt und Hölle (Fernsehfilm)
- 2003: Brüder II (Fernsehfilm)
- 2003: Polterabend (Fernsehfilm)
- 2003: MA 2412 – Die Staatsdiener
- 2003: Dinner for Two (Fernsehfilm)
- 2004: Der Bauer als Millionär (Fernsehfilm)
- 2004: Meine schöne Tochter (Fernsehfilm)
- 2005: Brüder III – Auf dem Jakobsweg (Fernsehfilm)
- 2005: Die Spielerin (Fernsehfilm)
- 2005–2008: Mutig in die neuen Zeiten (Fernsehreihe)
  - 2005: Im Reich der Reblaus
  - 2006: Nur keine Wellen
  - 2008:  Alles anders
- 2006: Freundschaft (Fernsehfilm)
- 2007–2008: Die 4 da (Fernsehserie)
- 2008: Nordwand
- 2009: Ein geheimnisvoller Sommer
- 2010: Der Täter (Fernsehfilm)
- 2010: Vermisst – Alexandra Walch, 17 (Fernsehfilm)
- 2010: Poll
- 2010: Spuren des Bösen (Fernsehfilm)
- 2011: Sommer der Gaukler
- 2011: Das Wunder von Kärnten (Fernsehfilm)
- 2011: Der Besuch (Kurzfilm)
- 2012: Tatort: Falsch verpackt (Fernsehfilm)
- 2012: Zwei übern Berg
- 2013: Polt.
- 2014: Das finstere Tal
- 2014: Das Attentat – Sarajevo 1914
- 2015: Kleine große Stimme
- 2015: Thank You for Bombing
- seit 2016: Die Toten von Salzburg (Fernsehreihe)
  - 2016: Die Toten von Salzburg
  - 2018: Zeugenmord
  - 2018: Königsmord
  - 2019: Mordwasser
  - 2019: Wolf im Schafspelz
  - 2021: Schwanengesang
  - 2021: Treibgut
  - 2021: Vergeltung
  - 2022: Schattenspiel
  - 2024: Süßes Gift
  - 2025: Mord in bester Lage
- 2017: Maximilian – Das Spiel von Macht und Liebe (Fernsehdreiteiler)
- 2017: Für dich dreh ich die Zeit zurück (Fernsehfilm)
- 2018: Die Wunderübung
- 2018: Alt, aber Polt
- 2018: Tatort: Her mit der Marie!
- 2018: Brioni – Insel der Millionäre (Dokumentation)
- 2020: Vier Saiten
- 2021: Rotzbub (Stimme)
- 2021: Vienna Blood – Vor der Dunkelheit (Fernsehreihe)
- 2021: Stadtkomödie – Die Lederhosenaffäre (Fernsehreihe)
- 2022: Universum History – Leopoldina Habsburg: Die Geburt des modernen Brasilien (Fernsehdokumentation)
- 2023: Griechenland
- 2023: Landkrimi – Dunkle Wasser (Fernsehreihe)

## Lesungen
- 2021-: Leseinszenierung Der Leviathan von Joseph Roth mit Andrej (Andriy) Serkov auf dem Knopfakkordeon (Bajan, Bandoneon)

## Hörspiele (Auswahl)
- 1981: Jura Soyfer: Austria (Gendarm) – Regie: Götz Fritsch (ORF)
- 1986: Helmuth Mößmer/Eberhard Petschinka: "Quo vadis, Pauli?" – Ein Hauspfau kämpft um seine Gleichberechtigung (Erzähler) – Regie: Robert Matejka (Hörspielkomödie – SR/ORF)
- 1990: Michael Köhlmeier: After Shave (Conferencier) – Regie: Peter Klein/Edith-Ulla Gasser (ORF)
- 1999: Wolf Haas: Auferstehung der Toten (Brenner) – Regie: Götz Fritsch (Kriminalhörspiel – ORF/WDR) (ORF Hörspielpreis 1999)
- 2000: Wolf Haas: Der Knochenmann (Brenner) – Regie: Götz Fritsch (Kriminalhörspiel – ORF/MDR) (ORF Hörspielpreis 2000)
- 2002: Wolf Haas: Komm, süßer Tod (Brenner) – Regie: Götz Fritsch (Kriminalhörspiel – ORF/WDR)
- 2005: Wolf Haas: Silentium! (Brenner) – Regie: Götz Fritsch (Kriminalhörspiel – ORF/BR)
- 2006: Wolf Haas: Das ewige Leben (Brenner) – Regie: Götz Fritsch (Kriminalhörspiel – ORF/BR) (ORF Hörspielpreis 2006)
- 2007: Otto M. Zykan: Joseph Fouché (Napoleon) – Regie: Georg Mittermayr (ORF)
- 2010: Alissa Walser: Am Anfang war die Musik (Hofsekretär Paradis) – Regie: Harald Krewer (NDR/ORF)
- 2014: Karl Kraus: Die Letzten Tage der Menschheit (Die Hörer von Ö1 haben dieses Klangbuch zum Hörspiel des Jahres 2014 gewählt.) (ORF)[9]

## Bücher von und über Erwin Steinhauer
- Helmuth A. Niederle (Hrsg.): Café Plem Plem. 15 Jahre Kabarett Erwin Steinhauer. Carl Uberreuter. Wien 1990.
- Erwin Steinhauer, Günther Schatzdorfer: Einfach. Gut. Eine kulinarisch-kulturelle Reise ins Friaul und nach Triest. Carinthia Verlag. Graz 2006.
- Helmuth A. Niederle: Erwin Steinhauer. Die Biographie. Molden Verlag. Wien 2007.
- Erwin Steinhauer, Georg Graf, Peter Rosmanith: H.C. Artmann: Dracula, Dracula. Klangbuch mit 1 CD, Mandelbaum Verlag, Wien 2008.
- Erwin Steinhauer, Georg Graf, Joe Pinkl, Peter Rosmanith: H.C. Artmann: Flieger, grüß mir die Sonne. Klangbuch mit 1 CD, Mandelbaum Verlag, Wien 2012.
- Erwin Steinhauer, Georg Graf, Pamelia Kurstin, Joe Pinkl, Peter Rosmanith: Karl Kraus: Die letzten Tage der Menschheit. Klangbuch mit 2 CDs, Mandelbaum Verlag, Wien 2014.
- Erwin Steinhauer, Fritz Schindlecker: Sissi, Stones und Sonnenkönig: Geschichten unserer Jugend, Residenz Verlag, Salzburg/Wien 2016, ISBN 978-3-7017-3382-8.
- Erwin Steinhauer, Fritz Schindlecker: Wir sind super! Die österreichische Psycherl-Analyse, Ueberreuter Verlag, Wien 2016, ISBN 978-3-8000-7654-3.
- Erwin Steinhauer, Fritz Schindlecker: Fröhliche Weihnachterl: Eine schöne Bescherung, Ueberreuter Verlag, Wien 2017, ISBN 978-3-8000-7676-5.
- Erwin Steinhauer, Fritz Schindlecker: Aufgedeckt! Trinkgenuss und Tafelfreuden, Ueberreuter Verlag, Wien 2019, ISBN 978-3-8000-7732-8.
- Erwin Steinhauer, Fritz Schindlecker: Erwin Steinhauer – Der Tragikomiker: ein biografisches Portrait, Ueberreuter Verlag, Wien 2021, ISBN 978-3-8000-7772-4.